# Жан Фернел
Жан Франсоа Фернел (лат. Fernelius, фр. Jean François Fernel; Мондидје, 1494 — Париз, 1588) је био филозоф, математичар, астролог и најзначајнији француски ренесансни лекар с прве половине 16. века.
Назив медицинска физиологија, сковао је Фернел, чије је дело, из ове области фр. De naturali parte medicins, први пут објављено 1542. и у каснијем издању добило назив фр. Physiologia - Физиологија. То је било прво дело у историји медицине које је било искључиво посвећено физиологији.

## Живот и каријера
Жан Франсоа Фернел је рођен (1497. или 1506/1507) у француском граду Мондидје. Фернел је био прилично стар када је почео да студира, али је његов напредак био толико брз да је веома брзо надмашио оне који су пре њега започели студије. Фернел је студирао на париском универзитету са великим ентузијазмом прво математику и астрономију, филозофију, класичне језике, да би се на крају студија посветио медицини. Жар са којим се посветио студијама утицао је на његово здравље што га је присилило да једно време, због лечења, прекине студије. Након што се опоравио од болести, на наговор очуха, Фернел је напустио катедру за филозофију, и посветио се у потпуности студијама медицине.
Веома брзо по завршетку студија, Фернел је, захваљујући његовим способностима, стекао углед, славу и част да га Анри II од Наваре именује за првог краљевског лекара.
Фернел је предавао филозофију и математику на факултету Лангобарди, када је 1526. објавио књигу о науци (De proportionibus, 1526) и две књиге из астрономије (Monalosphaerium et Cosmotheoria, 1528). У 1530. Фернел је докторирао на Медицинском факултету у Паризу, који је био у саставу Универзитета у Паризу (Сорбона), да би током 1534. постао професор теоретске медицине на факултету у Паризу. Фернелова стручност донела му је славу али и част да постане лични лекар Дијане од Поатјеа, Анрија II од Наваре и Катарине Медичи.
Након смрти супруге 1556, Фернел запада у апатију и дубоку тугу у којој је умро две године касније, због тумора јетре.
Фернелиус, је један од месечевих кратера који добио име по Жану Фернелу, у знак признања за његов допринос развој науке у периоду ренесансе.

## Дело
У својим медицинским делима из области физиологије Фернел је поставио темељне принципе физиологије и истако важност анатомије за интерну медицину...„Фернел је често истицао у својим делима, да лекари морају сами проучавати грађу и својства људског тела и да се не смеју слепо ослањати на књишка знање. Основни темељ фернелове физиологије је наука о ткивима, која је заправо била вешта модификација античке науке о хомоиомеријама“...
Фернел има велике заслуге и за настанак и развој патологије (такође и овај назив потиче од њега). Он је први лекар који је покушао да болест локализује у ткивима или органима. Први опис запаљења слепог црева (апендицитиса) и ендокардитиса такође је потекао од Фарнела. Фернел је такође дао значајан допринос изучавању сифилиса, његовој дијагностици и лечењу.